# Gilera Dakota
Les Gilera Dakota constituent une série de motos de type trail commercialisées par le constructeur italien Gilera entre 1985 et 1994. Elles ont été déclinées en deux temps (50, 125 et 250 cm3) et quatre temps (350 et 600 cm3).